# Tessék választani!
A Tessék választani! a Magyar Rádióban 1961 és 1991 között, általában évente megrendezett könnyűzenei bemutató volt. A műsorban elhangzó minden dal új, a nyilvánosság előtt még be nem mutatott szerzemény volt. Kezdetben évente többször is megrendezték.
Az előadásokat általában a székesfehérvári Vörösmarty Színházból, a budapesti József Attila Színházból vagy a Budapest Kongresszusi Központból közvetítették, eleinte élőben, majd felvételről. Némelyik műsort a televízió is közvetítette.
A műsor állandó szerkesztője Bolba Lajos, zenekari kísérője pedig a Stúdió 11 volt. Általában az első három helyezett dalnak szóló díjat és előadói díjat osztottak ki.
Testvérműsora volt a Made in Hungary, valamint hasonló műsor volt a televízióban is, Táncdalfesztivál címmel.
Az 1960-as évek elejétől-közepétől minden évben legalább két tánczenei bemutató versenyen mutatták be a legújabb táncdalokat. 1976-ig a Made in Hungary tél végén, a Tessék választani! pedig nyáron volt, 1977-től pedig fordítva. Amikor épp Táncdalfesztivál vagy Metronóm ’77 volt nyáron, akkor a nyári rádiós bemutató elmaradt. A ’60-as évek elején, amikor a műfaj a legdivatosabb volt, egy évben két vagy több 'Tessék választani' is volt.
1984-től csak a tél végi bemutató, a Tessék választani! maradt meg, egészen 1990-ig. 1991-ben még volt egy Tessék választani!, de az egy búcsúműsor volt, már nem új dalokat mutattak be, hanem a régi fesztiválok előadói léptek fel ismert dalaikkal, esetleg feldolgozásokkal.
A versenyben részt vevő dalok – vagy azok közül néhány – általában kislemezeken, 1977-ben, 1979-ben és 1982-ben pedig nagylemezen jelent meg. 1985-től már egyáltalán nem jelentek meg lemezen a dalok, esetleg néhány előadó önálló szólóalbumán.
A lent található táblázatból kiderül az a tendencia, hogy 1970-től, mivel a tánczenei műfaj nagyon divatossá vált, már szinte minden dal megjelent lemezen. Ez így ment 1982-ig, amikorra a táncdalok népszerűsége alábbhagyott, az új hullám és a popzene más ágainak előretörésével. A hanglemezkiadás alól egyetlen év volt kivétel, az 1976-os, amikor a bemutatott 24 dal közül egyetlen jelent meg a bemutatót követően, a Kócbabák és a Neoton együttes Vándorének c. száma, illetve egyéves késéssel Sasvári Annamária Az emberek és én c. felvétele. A többi 22 dalt semmiféle hanghordozón nem adták ki. Az ok rejtélyes. Ezt a bemutatót egyébként pontosan a montréali olimpia nyitónapján tartották, s másnap adták le a rádióban.
A Fidesz 1990-es választási plakátjának ötlete is a műsor címéből született; felirata azonos volt: A plakát felső felén Brezsnyev és Erich Honecker üdvözli egymást „forró csókkal”, míg a plakát alsó felén egy fiatal pár – egy férfi és egy nő – csókolóznak. Utóbbiak ruházatára a Fidesz korabeli logója volt nyomtatva.

## 1961[2]
- Németh Lehel: Lehet, hogy szép nem vagyok (1.)[3]
- Koós János: Micsoda nagyszerű dolog (1.)[4]

## 1962
Adás: 1962. május 28. hétfő, Kossuth Rádió, 18:50
Műsorközlő:
- Nórgrádi Erzsébet

Előadók:
- Fónai József
- Koós János
- Mikes Éva
- Németh Lehel
- Petress Zsuzsa
- Rátonyi Róbert
- Sárosi Katalin
- Szántó Erzsi
- Szirmay Márta
- Toldy Mária
- Turán László
- Wolfram Schiffner

## 1963
Felvétel: Budapest, Erkel Színház, 1963. március 18.
Adás: Petőfi Rádió 1963. március 30., 20:20
- Ambrus Kyri: Kezdetnek jó
- Aradszky László: Még ide-oda húz a szív (1.)
- Hollós Ilona: Mi ez a borzongás
- Koós János: Ballagok
- Korda György
- Körmendi: Turmix
- Mikes Éva: Köszi, köszi
- Németh Lehel
- Pálffy Zsuzsa
- Petress Zsuzsa
- Psota Irén: Ingovány (1.)
- Sárosi Katalin
- Szegedi Eszter
- Toldy Mária: Szívtolvaj
- Vámosi János: Pirkad a hajnal

## 1964
- Kovács Erzsi: Ha találkozol a boldogsággal
- Pálffy Zsuzsa: Mondd meg, ha kellek (1.)
- Záray Márta: Jó a humorod
- Vámosi János: Sofőrdal
- László Margit: A legszebb hosszú út

## 1965
- Ambrus Kyri: Még jaj de jó
- Aradszky László: Hippidié
- Bende Zsolt: Szép a te szemed
- Hardy Tamás: Ez az igazi
- Koós János: Mindenhol jó
- Korda György: Nem várlak
- Mátrai Zsuzsa: Nem kérdem
- Németh József: Szeretnélek újra megtalálni
- Sárosi Katalin: Gyáva vagy
- Szántó Erzsi: Szégyelld magad
- Szirmay Márta: Álmokat sző a csend
- Toldy Mária: Köszönöm én
- Vámosi János: Egy emberöltő oly kevés (1.)[5]
- Záray Márta: Most élsz velem
- Szántó Erzsi: Borús az idő (1.)

## 1966[6]
- Aradszky László
- Babják Márta
- Bencze Márta
- Buss Gyula
- Házy Erzsébet
- Hollós Ilona
- Komár Gabi
- Koncz Zsuzsa
- Koós János
- Németh József
- Sárosi Katalin
- Záray Márta

## 1970
- Ambrus Kyri: Nekem sem kell kétszer mondani
- Bakacsi Béla: Ne rohanj!
- Balás Eszter: Ha nem lennél, ki kéne találni
- Dékány Sarolta: Túl vagyok én
- Dobos Attila, Mary Zsuzsa: Gondolj reám
- Ernyey Béla: Este tíz után
- Fenyvesi Gabi: Ebből se lesz már szerelem
- Gábor Krisztina: Szép oroszlán
- Harangozó Teri: Kíváncsi lennék rá / Törékeny szerelem
- Harmónia vokál: Májusi eső
- Harsányi Gábor: Rézmozsarat vegyenek
- Karda Beáta: Vándorcirkuszos szeretnék lenni
- Katona Klári: Iránytű / Kíváncsi lennék rá
- Késmárky Marika: Nem bánom, hogyha szenvedek
- Koncz Zsuzsa: Árván
- Kovács Ferenc: Esküdj bátran!
- Kovács Kati: Jaj, nem vigyáztam
- Magay Klementina: Árván
- Mary Zsuzsa: Szomorú diadal
- Máté Péter: Azt súgta a szél
- Monyók Ildikó: Voltál-e ugyanígy?
- Nagy Éva: Zúgva sírnak a fák
- Paudits Béla: Légi madonna
- Poór Péter: Vén csavargó
- Sebestyén Ágnes: Várni, várni rád
- Soltész Rezső: Pajtás
- Solymos Antal: Kérek egy ibolyát, bótos úr
- Szécsi Pál: Micsoda igények
- Sztevanovity Zorán, Kalmár Magda: Ebből se lesz már szerelem
- Várhegyi Teréz: Kösz, most dobtam el
- Váry Ágnes, Váry Judit: Álmodozás / Mint ő meg én
- Zalatnay Sarolta: János bácsi pipája

## 1973
Felvétel: Budapest, József Attila Színház, 1973. augusztus 6.
- Bódy Magdi: Szomorú srác
- Corvina: A Nap és a Hold
- Cserháti Zsuzsa: Kicsi, gyere velem rózsát szedni
- Delhusa Gjon: Miért nem most
- Expressz: Ölelném a nagyvilágot
- G. Nagy Gabi: Felejtsd el
- Gemini: Szép a világ
- Harangozó Teri: Dal a szerelemről
- Horváth Attila: Szél mesél az avaron
- Katona Klári: Könnyek nélkül
- Koncz Zsuzsa: Karolj át (1.)
- Koós János: Letörlöm a könnycseppet az arcodról/Miért jó ez így
- Korda György: Gyere a napra!
- Kovács Kati: Úgy, mint ő
- Maróti Magdolna: Nem tudom, miért van ez így
- Máté Péter: Hogyha én lennék a fény
- Mátrai Zsuzsa: Miért van szerelem
- Mezei Zsuzsa: Aki látta a tengert
- Neoton és Kócbabák: Miért vitted el az álmaimat
- Payer András: Még egyszer
- Sebestyén Ágnes: Nem tudok haragudni rád
- Szalkay Béla: Sose kérdezd
- Szűcs Judith: Fiú, az önzésed unom már
- Tolcsvayék és a Trió: Csak egy kékszínű virág
- Váry Ágnes, Váry Judit: Van egy szaxofonos
- Vincze Viktória: Csak a szó, csak a vágy
- Zalatnay Sarolta: A Hold és a Föld

## 1974
1974. augusztus 19., Kossuth Rádió, 19:25–21:35
- Apostol: Okosabban kéne élni
- Bergendy-együttes: Szellemvasút
- Bódy Magdi: Zöld folyó
- Bontovics Kati: Mondj le a holnapról
- Csanálossy Ildikó: Aludj el[8]
- Cserháti Zsuzsa: Valami mindig történik
- Dékány Sarolta: Miért mondtad
- Delhusa Gjon: Ő aztán érti
- Fonográf: Hol az a lány
- Gemini: Ki mondja meg
- Hoffmann Mária: Mini tini panaszai
- Horváth Attila: Csak hinni kell
- Katona Klári: Voltál és nem vagy itt
- Lugossy Éva: Akit megnevelt az élet
- Magay Klementina: Elvesznék én is nélküled
- Mezei Zsuzsa: Mint idegen
- Nagy Éva: Tapsolj
- Nyulassy Beatrix  Álljunk egymás mellé
- Pálffy Péter: Marija
- Syconor: Kék égből szőtt szerelem
- Syrius: Ha meghallod ezt a dalt
- Szalkay Béla: Szép volt a szerelem
- Sztevanovity Zorán: Aki külvárosban nőtt fel
- Szűcs Judit: Kedvesem, sose félj
- Vincze Viktória: Szólj nékem egy szót

## 1975
Helyszín: Budapest, József Attila Színház
Adás: Kossuth Rádió, 1975. július 14., hétfő, 18:00–21:10
Kísér: a kibővített Stúdió 11, Dobsa Sándor és Zsoldos Imre vezetésével, a Harmónia és a Kócbabák énekegyüttes, a Magyar Rádió esztrádzenekara, vezényel Körmendi Vilmos.
Műsorvezető: Kudlik Júlia, dr. Várhegyi Tibor
Szerkesztő: Bolba Lajos
- Apostol: Gyere, gyere gyorsan
- Bergendy: Tükör
- Bódy Magdi: Akarom, hogy sírni láss
- Bontovics Kati: Bármit mondasz, barátom
- Cserháti Zsuzsa: Haragszik az ég / Megfagyott föld
- Delhusa Gjon: Nekem öröm, ha neked jó
- Dékány Sarolta, Koós János: Kár minden percért
- Expressz: Jöjj hozzám (1.)
- Gemini: Ez a dal lesz az üzenet
- Horváth Attila: Oly szép a szerelem
- Karda Beáta: Messze az otthontól
- Katona Klári: Semmit nem jelent
- Koncz Zsuzsa: Mire felnő a gyerek
- Koós János: Van, aki szereti
- Korál: Hazafelé
- Korda György: Hányszor kell még újra kezdenem / Miért sír az ég?
- Kovács Kati: Akinek nincs baja / Én igazán szerettelek
- Máté Péter: Elmegyek
- Neoton, Kócbabák: Te vagy minden
- Pálffy Péter: A szemed és a csillagsugár
- Sebestyén Ági: Te vagy az!
- Syrius: Egy ember a mesékből
- Szűcs Judit: Hova sietsz
- Zsóri Kati: Oly csábító a holdvilág

## 1976
Felvétel: Budapest, Pataky István Művelődési Ház, 1976. július 17.
Adás: Petőfi Rádió, 1976. július 18., vasárnap 15:33–17:30.
Kísér: a kibővített Stúdió 11, Dobsa Sándor és Zsoldos Imre vezetésével, a Harmónia Vokál, a Magyar Rádió Esztrádzenekara, vezényel Körmendi Vilmos.
Műsorvezető: Kopeczky Lajos
Zenei rendező: Bágya András
Szerkesztő: Bolba Lajos
- Apostol: Nekem a tenger a Balaton
- Beatrice: Nagynéném
- Bergendy: Automata szerelem[9]
- Bogdányi Nelly: Utcasarkon sír egy kisgyerek (Bágya András – Szenes Andrea)
- Bontovics Kati: Csak egy társ kell
- Csanálossy Ildikó: Szerelmes lettem
- Eszményi Viktória: Miért vagy te másé?
- Expressz: A szurkoló
- Fonográf
- Gemini: Téged várlak én akkor is
- Horváth Attila: Szerelmet mellre szívni nem szabad
- Illés: Várj, még eljön a nyár
- Juhász Mária: Gyere kicsit bolondozni
- Karda Beáta: Szerelemre születtem
- Neoton, Kócbabák: Vándorének (1)
- Lugossy Éva: Kék autóbusz a lovam
- M7: Nem lehet boldogságot venni
- Nagy Éva: Semmit sem kérdek én
- Pálfi Péter: Mondd meg, mit akarsz
- Sasvári Annamária: Az emberek és én
- Sprint: Hova, hova, pajtás
- Syrius: Újra szól a dal
- Vincze Viktória: Ábrándozás
- Zsóri Kati: Ki az, aki

## 1977[10]
Élő adás helyszíne: Székesfehérvár, Vörösmarty Színház
Közvetítés: Petőfi Rádió, 1977. február 28., 19:30–22:30
Kísér: a kibővített Stúdió 11, Dobsa Sándor és Zsoldos Imre vezetésével, a Harmónia és a Kócbabák énekegyüttes, a Magyar Rádió esztrádzenekara, vezényel Körmendi Vilmos.
Műsorvezető: Kudlik Júlia, dr. Várhegyi Tibor
Zenei rendező: Bágya András
Hangmérnök: Zsuppán István, Schlotthauer Péter
Szerkesztő: Bolba Lajos
- Ács Enikő, Panta Rhei: A pogácsalány
- Apostol: Nincs szerencsém
- Balikó Anikó: Harangzúgás
- Beatrice: Gyere, kislány, gyere
- Bontovics Kati: Ne keresd másnál
- Cserháti Zsuzsa: Még visszavárlak téged
- Delhusa Gjon: Ha végig tudod ülni ezt a dalt
- Eszményi Viktória: Nem hagylak el
- Expressz: Ahogy a két szemeddel nézel
- Generál: Gyerünk, rock and roll
- Horváth Attila: Mandulaszemű
- Juhász Mária: Kicsit igényes
- Juventus, Mikrolied vokál: Nem baj
- Karda Beáta: Hitegetés
- Katona Klári: Ha a cipőm beszélni tudna
- Korda György: Attól, hogy válunk
- Kovács Kati: Mindent, ami szép (előadói díj, 3. díj)[11]
- Máté Péter: Tárd ki karjaidat
- Mátrai Zsuzsa: Voltak szép napok
- Mixtay Melinda: Hol vagy, szerelem
- Neoton, Kócbabák: Ha zene szól (1. díj)[12]
- Sasvári Annamária: Ilyenkor elfelejtek emlékezni
- Syrius: Állj meg egy szóra (2. díj)
- Szűcs Judit: Tépj egy szál virágot
- Vincze Viktória: Ellopott lány
- Zalatnay Sarolta: Hol az én helyem?

## 1978
Felvétel: Székesfehérvár, Vörösmarty Színház, 1978. február 11.
Adás: Petőfi Rádió, 1978. február 13., hétfő, 19:55–22:30.
Kísér: a kibővített Stúdió 11, Dobsa Sándor és Zsoldos Imre vezetésével, a Harmónia énekegyüttes, a Magyar Rádió vonós tánczenekara, vezényel Körmendi Vilmos
Műsorvezető: Mednyánszky Ági
Zenei rendező: Bágya András
Szerkesztő: Bolba Lajos
- Bergendy: Aki nősül
- Bódy Magdi: Boldog napok (1.)
- Bontovics Kati: Holnap megállnak az órák
- Cserháti Zsuzsa: Én leszek (1.)
- Expressz: Első szerelmes vallomásunk
- Harangozó Teri: Ma valakinek hiányzom
- Harmónia vokál: Te is énekelj velem
- Hungária: Pillanatnyi pénzzavar
- Illés: Olyan jó
- Karda Beáta: Vén rádió
- Katona Klári, V’ Moto-Rock: Ne sírj (2.)[13]
- Koós János: Ez a dal az a dal (közönségdíj)
- Korda György: Sajnálom, nem te vagy az első (3.)
- Kovács Kati: Megtalálsz engem
- M7: Félig sem szerelem
- Panta Rhei: Társak között
- Sasvári Annamária: Már nem olyan fontos
- Tolcsvay-együttes: Tudom a leckét
- Torontáli István: Én meg nem tudnám mondani
- Universal: Szerencséd, hogy erre jártam[14]
- Vincze Viktória: Neked mindig volt egy dobásod

## 1979
Felvétel: Tata, Művelődési Központ, 1979. február 17.
Adás: Petőfi Rádió, 1979. február 19., hétfő, 19:30–21:53.
Kísér: a kibővített Stúdió 11, Dobsa Sándor és Zsoldos Imre vezetésével, a Harmónia Vokál, a Magyar Rádió Esztrádzenekara, vezényel Körmendi Vilmos
Műsorvezető: G. Mezei Mária
Szerkesztő: Bolba Lajos
- Ács Enikő, Panta Rhei: Csendes dal (3.)[15]
- Baracsi István: Élek
- Benkó Dixieland Band: Alkonyatkor
- Bergendy: Látom a fényt
- Cserháti Zsuzsa: Boldogság, gyere haza
- Expressz: Katika
- Ihász Gábor: Elsöpri a szél
- Illés: Két hosszú év
- Juhász Mária: Gyere egyszer
- Karda Beáta: Hívjál
- Késmárky Marika: Ne fesd az ördögöt a falra
- Koós János: Mit akarok én, már nem tudom
- Korda György: Addig szeretnék élni csak
- Kovács Kati: Nem kéne mondanom (1.)
- M7: Mert minden véget ér
- Máté Péter: Az első szerelem (2.)[15]
- Neoton Família: Érezz!
- Payer András: Akkor gyere el
- Sasvári Annamária: Egy tegnap készült fénykép
- Skála: Majd ha kiszárad a tenger
- Szűcs Judith: Hozzád szól
- Turi Lajos: Mi történt velem
- Volán: Indulj hát
- Zalatnay Sarolta: Örülni kell

## 1980
Felvétel: Székesfehérvár, Vörösmarty Színház, 1980. február 16.
Adás: 1980. február 25., hétfő
- 100 Folk Celsius: A jó öreg tér
- Beatrice: Minek él az olyan
- Bojtorján: Énekelsz egy régi nótát
- Color: Vallomás (2.)
- Cserháti Zsuzsa: Magányos lány
- Eszményi Viktória: Beszélnünk kéne
- Gemini: Félek
- Ihász Gábor: Állj meg, kislány (2.)
- Jokers: Disco Flamenco
- Karda Beáta: Miért nem éreztem meg
- Karthago: Apáink útján
- Király Ákos: Elmennék, ha mondanád
- Komár László: Hol van már a klub
- Koós János: Mindig mondd ki azt
- Kovács Kati: Az én időm (előadói díj, közönség-díj[16])
- M7: Mondd meg bátran
- Máté Péter: Szülői ház (1.)
- Monyók Gabi: Annyi jó jöhet még
- Olympia: Pár hang a gitáron
- Payer András: Még valamit mondtam volna
- Stefanidu Janula: Vasárnap
- Turi Lajos: Rock baba rock[17]
- Universal: Bábel
- V’Moto-Rock: El kell, hogy engedj

## 1981
- 100 Folk Celsius: Nincs jobb lány, mint a Jo-jo
- Bogdányi Nelli: Mit tudnék tenni
- Colombus: Ha valaki önmagán nevet
- Corpus: Impressziók
- Eszményi Viktória: Örülj, hogy itt vagyok
- Gemini: A végzet asszonya
- Gigantik: Csak azért (3.)
- Hungária: Multimilliomos dzsesszdobos (1.)
- Ihász Gábor, Heilig Gábor: Te és én (2. és előadói díj)
- Interfolk: Kék fű
- Sasvári Annamária: Az a tegnap esti csók
- Stefanidu Janula: Délen
- Tolcsvay: Valahol talán
- Turi Lajos: '960-ban
- Wastaps: Magasba kellene érni

## 1982
Helyszín: a székesfehérvári Vörösmarty Színház
Adás: 1982. február 20., szombat, Petőfi Rádió 19:00–21:30
Műsorvezető: Tamási Eszter
- Apostol: A szívedet ne zárd el
- Deák Erzsi, Bondár Attila: Hopp, újra itt a ragtime
- Gemini: A színház
- Ihász Gábor: Szerelmes a lányom (3.)
- Karda Beáta: Az idő pályaudvarán
- Koós János: Újra én vagyok
- Kovács Kati, Sztevanovity Zorán: Játssz még!
- Kovács Kati: Van ilyen
- Soltész Rezső: A boldogságból sosem elég (1.)
- Turi Lajos: Én teszem, ő teszi
- V' Moto-Rock: Jégszív (2.)
- Wastaps: Addig lenne jó

## 1983
- 100 Folk Celsius: Jöttem sehonnan
- Ajtay Zsuzsa: Felkapott a szél
- Deák Erzsi: Néha még felcsendül egy dal/Volt egy délután
- Eszményi Viktória, Heilig Gábor: Ne higgy másnak, kedvesem
- Első Emelet: Töröm a fejem[19]
- GM 49: Anyuka vár
- Ihász Gábor: Dúdold el/Gyerünk, srácok/Kicsit bolond vagyok[20]
- Katona Klári: Elvarázsolt dal
- Korda György (1.):[21] Nézz rám és énekeljünk/Virágeső
- Könye Enikő: Visszajössz majd hozzám
- Máté Péter: Engedj el/Régi út
- Rodeo: Talán minden
- Soltész Rezső: Várj
- Stefanidu Janula: Ma este sírni fogok
- Torma: Mosolyalbum
- Turi Lajos: Álljon meg a menet/Érzéssel

## 1984[22]
Helyszín: Budapest, Fővárosi Operettszínház
Adás: 1984. március 23–24.
- 100 Folk Celsius
- Ajtay Zsuzsa: Holnap hova megyek
- Apostol[24]
- Aradszky László
- Color
- Csuka Mónika: Aludj szépen, kisfiam
- Deák Erzsébet
- Eszményi Viktória, Heilig Gábor: Tegnap szép este volt
- Expressz: Angyali dal
- Ihász Gábor: Csillag vagy nékem
- Illés Melinda: Százezer dal
- Interfolk
- Katona Klári: Amíg várok rád
- Koós János: Valamit érzek a szívem körül
- Korda György, Balázs Klári: Találd ki gyorsan a gondolatom
- Korda György: Nem kell már senki más
- Kovács Kati: Gyere el, ha bántanak
- Marcellina PJT: Futok az úton
- Máté Péter: Most élsz
- Meződi József
- Pál Györgyi, Baracsi István: Nem szeretlek én
- Rodeo együttes: Nem akarom tudni
- Soltész Rezső
- Straub Dezső: Annyi baj legyen
- Turi Lajos[25]
- Universal: Őszinte dal

## 1985
Felvétel: Budapest, Fővárosi Operettszínház, 1985. február 18.
Adás: Petőfi Rádió, 1985. március 4., hétfő 21:25–22:30; 1985. március 10., vasárnap 20:00–21:00.
Műsorvezető: Kudlik Júlia
- Aradszky László: Lesz még színes karnevál
- Balázs Klári: És mégis
- Csuka Mónika: Szerelmem a körzeti orvos
- Deák Erzsi: Mást akartam
- Dékány Sarolta: Ma tetszem magamnak[26]
- Express: Egy jó kis dal
- Hangár: Sose próbáld elhitetni mással
- HIT: Énekóra
- Horváth Attila: Az, ami van, sose jó
- Ihász Gábor: Nem titkolom
- Illés Melinda: Sose legyen rosszabb napom
- Koós János: Jó volna hinni még a boldogságban
- Korda György: Jolly Joker
- Kovács Kati: Johnny
- Makrai Pál & Nokedli együttes: Ki jön majd utánam
- Nagy Anikó: Úgy menj el
- Pál Györgyi & Baracsi István: Tedd meg, amit megtehetsz
- Universal: Visszatérsz minden éjszakán

## 1986
Felvétel: Budapesti Kongresszusi Központ, 1986. március 28.
Adás: Petőfi Rádió, 1986. május 30–31.
Kísér: a kibővített Stúdió 11, Dobsa Sándor vezetésével, és a Harmónia énekegyüttes
Szerkesztő: Bolba Lajos
- Apostol
- Bergendy-szalonzenekar: Miss Twist
- Dioniszieff Krisztofer: Levélre várok (saját szerzemény)[27]
- Első Emelet: Állj, mert jövök (Állj, vagy lövök)
- Eszményi Viktória, Heilig Gábor
- Expressz
- Gergely Róbert
- Geri Edit
- Horváth Attila: Van egy szó[28]
- Ihász Gábor
- Illés Melinda
- Kaviár: Egyszemélyes éjszakák
- Korda György, Balázs Klári
- Kovács Kati: Nem elég
- Könye Enikő
- Marcellina PJT
- Mátrai Zsuzsa: Ez a dal az életem[29]
- Nagy Anikó
- Nagy Ludmilla: Nekem is kéne már
- Pál Györgyi, Baracsi István
- Smog
- SU/Color
- Turi Lajos
- Universal: Minden elmúlt már
- Zalatnay Sarolta

## 1987[30]
Felvétel: Budapesti Kongresszusi Központ, 1987. március 9.
Adás: Petőfi Rádió, 1987. március 17., 20.
Kísér: a kibővített Stúdió 11, Dobsa Sándor vezetésével, és a Harmónia énekegyüttes
Műsorvezető: Kudlik Júlia
- Balázs Klári
- Bergendy-szalonzkr
- Bojtorján: A levél[31]
- Cserháti Zsuzsa
- Dékány Sarolta
- Delhusa Gjon
- Gergely Róbert
- Horváth Attila: Ha jó leszel[28]
- Huzella Péter
- Ihász Gábor
- Illés Melinda
- Kaszab Tibor
- Koós János
- Korda György
- Marcellina PJT
- Napoleon BLD
- Névtelen Nulla
- Pál Györgyi, Baracsi István
- Satöbbi
- Smog
- Soltész Rezső
- Solymos Antal
- SU/Color
- Szulák Andrea
- Tárkányi Tamara
- Turi Lajos

## 1988[32]
Felvétel: Budapest, Kongresszusi Központ, 1988. április 16.
Adás: Petőfi Rádió, 1988. május 4., szerda, 22:00–23:00.
Kísér: a vonósokkal kibővített eMeRTon Big Band, vezényel Körmendi Vilmos
Műsorvezető: Kertész Zsuzsa
Zenei rendező: Szendrői Sándor
Szerkesztő: Bolba Lajos
- Balogh Ferenc
- Bikini
- Cserháti Zsuzsa
- Delhusa Gjon
- Gombóc Czakó Ildikó
- Holló együttes: Emlékszem egy napra[33]
- Ihász Gábor
- Kovács Kati: Kiabálj rám (1.)
- Kovács Kati, Balázs Ferenc: Forog a kerék
- Marcellina PJT
- Mohó Sapiens: Walkman
- Turi Lajos, Marcellina PJT: Fohász a szerelemhez
- Viki és a Flört
- Zámbó Jimmy: Ne kérj (Zámbó Jimmy–Horváth Attila)

## 1989
Felvétel: Budapest, Fővárosi Nagycirkusz, 1989. április 6.
Adás: Petőfi Rádió
1. rész: 1989. május 31., szerda, 22:00–23:00
2. rész: 1989. június 4., vasárnap, 20:00–21:00
Kísér: a vonósokkal kibővített eMeRTon Big Band, vezényel Körmendi Vilmos
Műsorvezető: Kertész Zsuzsa
Zenei rendező: Szendrői Sándor
Szerkesztő: Bolba Lajos
- Babits Marcella: Gyújts most fényt
- Balázs Klári: Szép volt
- Balogh Ferenc: Bomba nő
- Berentei Péter: Hazafelé 120-szal (Bodnár Attila–Pap Rita–Dobsa Sándor hangszerelése)
- Bergendy: Kell néha egy ritmus
- Blue Man együttes
- Bontovics Kati: Egyszer majd jön egy pillanat
- Cserháti Zsuzsa
- Gerendás Péter: Tena
- Harangozó Teri
- Horváth Attila: Az élet egy pillanat
- Karda Beáta: Mi ketten
- Kertész Zsuzsa: Engem elkerül a szerelem
- Kiss Gabi: Szerelem
- Koós János, Koós Gergő: Tanárnő, kérem
- Kovács Kati: Nem járható tovább az út/Csak fél ember
- Mohó Sapiens: Február
- Munkácsi Sándor
- Pál Györgyi, Baracsi István: Nála senki se több
- Bodnar Attila - Pap Rita: Ha véget ér a zene
- Rózsaszín Bombázók: Svédasztal[34]
- Soltész Rezső: Azon az éjszakán
- Szulák Andrea
- Zámbó Jimmy

## 1990[35]
Adás: Petőfi Rádió, 1990. április 29., 16:00–16:55
- Berentei Péter: Egy dallal búcsúzom
- Bontovics Kati
- Bródy János: Mai nap[36]
- Csepregi Éva
- Dr. Beat
- Horváth Tünde
- Känguru
- Music Service
- Paor Lilla
- Rózsaszín Bombázók
- Szulák Andrea
- Varga Miklós

## 1991[37]
Ekkor volt az utolsó Tessék választani!, ahol nem új dalok hangzottak el, hanem régi sikerek az évtizedek során fellépő művészek előadásában.
- Aradszky László
- Cserháti Zsuzsa
- Delhusa Gjon
- Dobos Attila
- Harangozó Teri
- Harsányi Gábor
- Karda Beáta, Som Nikolett
- Katona Klári
- Korda György
- Kovács Kati
- Kovács Kati, Soltész Rezső: Féltelek
- Mary Zsuzsa
- Payer András
- Poór Péter
- Soltész Rezső

## Összefoglaló táblázat
| Év   | Helyszín                               | Dalok száma | SP-n kiadott | Tessék választani! c. LP-n kiadott | Előadói albumon kiadott | Műsorvezető                      | Felvétel           | Adás                       |
| ---- | -------------------------------------- | ----------- | ------------ | ---------------------------------- | ----------------------- | -------------------------------- | ------------------ | -------------------------- |
| 1963 |                                        |             |              | 0                                  |                         |                                  |                    |                            |
| 1964 |                                        |             |              | 0                                  |                         |                                  |                    |                            |
| 1965 |                                        | 14          | 7            | 0                                  |                         |                                  |                    |                            |
| 1970 |                                        | 32          | 30           | 0                                  |                         |                                  |                    |                            |
| 1973 | Budapest, József Attila Színház        | 28          | 28           | 0                                  |                         |                                  | 1973. augusztus 6. |                            |
| 1974 | Budapest, József Attila Színház        | 26          | 26           | 0                                  |                         | Kudlik Júlia                     |                    | 1974. augusztus 17.        |
| 1975 | Budapest, József Attila Színház        | 27          | 26           | 0                                  |                         | Kudlik Júlia, dr. Várhegyi Tibor |                    | 1975. július 14.           |
| 1976 | Budapest, Pataky István Művelődési Ház | 24          | 2            | 0                                  |                         | Kopeczky Lajos                   | 1976. július 17.   | 1976. július 18.           |
| 1977 | Székesfehérvár, Vörösmarty Színház     | 26          | 4            | 15                                 |                         | Kudlik Júlia, dr. Várhegyi Tibor | 1977. február 28.  | 1977. február 28.          |
| 1978 | Székesfehérvár, Vörösmarty Színház     | 21          | 21           | 0                                  |                         | Mednyánszky Ági                  | 1978. február 11.  | 1978. február 13.          |
| 1979 | Tata, Művelődési Központ               | 24          | 0            | 24                                 |                         | G. Mezei Mária                   | 1979. február 17.  | 1979. február 19.          |
| 1980 | Székesfehérvár, Vörösmarty Színház     | 24          | 21           | 0                                  |                         |                                  | 1979. február 16.  | 1980. február 25.          |
| 1981 |                                        | 15          | 15           | 0                                  |                         |                                  |                    |                            |
| 1982 |                                        | 12          | 0            | 12                                 |                         |                                  |                    | 1982. február              |
| 1983 |                                        |             | 8            | 0                                  |                         |                                  |                    |                            |
| 1984 |                                        |             | 8            | 0                                  | 5                       |                                  |                    |                            |
| 1985 | Budapest, Fővárosi Operettszínház      | 18          | 0            | 0                                  | 4                       | Kudlik Júlia                     | 1985. február 18.  | 1985. március 4.           |
| 1986 | Budapest, Kongresszusi Központ         | 24          | 0            | 0                                  |                         |                                  | 1986. március 28.  | 1986. május 30–31.         |
| 1988 | Budapest, Kongresszusi Központ         | 11          | 0            | 0                                  |                         | Kertész Zsuzsa                   | 1988. április 16.  | 1988. május 4.             |
| 1989 | Budapest, Fővárosi Nagycirkusz         | 24          | 0            | 0                                  | 2                       | Kertész Zsuzsa                   | 1989. április 6.   | 1989. május 31., június 4. |
| 1990 | Budapest, Magyar Rádió, 6-os stúdió    | 12          | 0            | 0                                  |                         | Kertész Zsuzsa                   |                    | 1990. április 29.          |